# Хулагу-кан
Хулагу-кан (15. октобар 1217—8. фебруар 1265) је био монголски владар, који је освојио велики део југозападне Азије. Унук је Џингис-кана и брат Кублај-кана. Први је кан Илканата у Персији. Основао је династију Хулагида. Освојио је Багдад 1258. и разорио га до темеља. Срушио је Абасидски халифат.

## Увод
Хулагу је 1255. кренуо по задатку свог брата, великог кана Монгкеа (1251—1258) да освоји или уништи преостале муслиманске државе југозападне Азије. Његова мајка, жена и најближи пријатељ били су несторијански хришћани. Обожавао је Персију и њену културу. Персијски и несторијански утицај били су значајни фактори, који су га охрабрили да нападне Арапе. Хулагу је око себе имао много персијских саветника, који су желели да се освете Арапима за освајање Персије изведене неколико векова пре тога. Осим тога Персија је била стари непријатељ Абасидског халифата.
Хулагу је имао за циљеве освајање Ларистана, Абасидског халифара, Ајубидских државица у Сирији, Мамелучког султаната у Египту. Монке кан је наредио Хулагу да се лепо односи према онима, који се предају, а да уништи оне, који неће да се предају.

## Марш на Багдад и битка код Багдада
Хулагу-кан је заповедао највећом монголском војском, која је икад скупљена. Међу његовим генералима био је и несторијански хришћанин генерал Китбука. Хулагу је лако разорио Луристан, да се глас о томе надалеко проширио, па су Хашашини одмах предали своју тврђаву Аламут без борбе. Монголи си имали давно намеру да заузму Багдад. Велики кан је заповедио Хулагуу да буде милостив према онима, који се предају.
Монголска војска је кренула у новембру 1257. на Багдад. По наређењу великог кана сваки десети способан за борбу у целом царству морао је бити у саставу Хулагуове армије. Хулагу је од халифа Ал Мустасима захтевао да се преда. Халиф је одбио и запретио је Монголима да ће навући гнев бога, ако нападну халифа. Халиф се није довољно добро припремио. Није сакупио довољно војске, а и зидове Багдада није ојачао. Халиф је учинио најгору ствар коју је могао, а то је била да је наљутио Хулагуа и дао му изговор за касније харачење Багдада. А са друге стране није се припремио за одбрану.
Хулагу је своју војску поделио на два дела, тако да су угрожавали Багдад и са источне и са западне обале Тигра. Део халифове војске је одбио снаге са запада, али поражени су били у следећој борби. Монголи су провалили насипе и изазвали су поплаву на подручју иза халифове армије. Халифова армија се нашла у замци. Већину халифове војске се или утопила или су их Монголи убили.
После тога Монголи су под заповедништвом кинеског генерала Гуо-кана започели опсаду града. Изградили су палисаду и довезли су опсадне справе и катапулте. Опсада је започела 29. јануара. Битка је била релативно кратка, обзиром да се радило о опсади. Већ до 5. фебруара Монголи су контролисали један појас зида. Халиф Ал Мустасим је покушао да преговара, али Хулагу је одбио Багдад се предао 10. фебруара 1258. године. Монголи су 13. фебруара продрли у град и започели седмицу масакрирања, пљачкања, силовања и уништавања.
Хиљаду одреда севернокинеских сапера пратило је монголског кана Хулагуа током његовог освајања Блиског истока.

## Пљачка Багдада
Монголи су при пљачки Багдада учинили непроцењиве штете. Уништили су велику библиотеку Багдада са бројним непроцењивим историјским документима и књигама са темама од медицине до астрономије. Преживели су говорили да је Тигар био црн од тинте са бројних књига.
Грађани су покушали да беже, али Монголи би их убијали и силовали. Број убијених варира од извора до извора. Мартин Сикер пише да је можда убијено око 90.000 становника. Друге процене су много веће и крећу се од неколико стотина хиљада навише.
Монголи су опљачкали и уништили џамије, библиотеке, болнице. Велике грађевине, које су биле рад генерација спаљене су до темеља. Халифа су заробили и присилили да гледа како се убијају његови поданици и како се пљачка благо. Марко Поло је писао да је Хулагу изгладнио халифа до смрти. Већина историчара верује муслиманским изворима, да су Монголи халифа умотали у ћилим и да су коњима јашили преко њега. Умотан је био у ћилим, јер су веровали да краљевска крв не сме дотаћи земљу. Убили су све халифове синове.
Пре тога Монголи су уништавали град само ако се не би предао. Градови који би се одмах предали били би поштеђени. Они који би се као Багдад предали после кратке борбе могли су очекивати пљачку, али не потпуно уништење. Монголи су потпуно разорили Багдад. Багдад је остао без становништва. Багдад је неколико векова био рушевина.

## Оснивање Илканата
Када је разорио халифат мале државице тог подручја су одмах исказивале лојалност Хулагу-кану. После тога, 1259. заузима ајубитске поседе у Сирији и шаље извиднице до Газе. Следећи потез који се очекивао био је напад на Египат. Међутим смрт Монгке-кана присилила је Хулагу кана да се повуче. Уследила је борба за наслеђе, после које је Кублај-кан постао велики кан, али фактички више није било јединственог Монголског царства. Настала су 4 каната. Један од њих је био Илканат, који је основао Хулагу у Персији.
Мамелуци којима су крсташи омогућили пролаз победили су монголску војску у бици код Аин Џалута 1260. године. После тога Палестина и Сирија више нису у саставу Илканата, а граница Илакната је постао Тигар.
Хулагуови походи против муслимана наљутили су Берке-кана. Берке је обећао освету након разарања Багдада. Берке и Хулагу су се међусобно борили и тиме су слабили јединство монголског царства. Хулагу је 1263. изгубио битку северно од Кавказа.
Хулагу-кан је умро 1265. године. Наследио га је син Абака.